# Berger des Pyrénées
Ne doit pas être confondu avec Chien de montagne des Pyrénées.
Pour les articles homonymes, voir Berger (homonymie).
Le berger des Pyrénées désigne deux races de chiens : le berger des Pyrénées à poil long et le berger des Pyrénées à face rase. Chien de taille moyenne, dynamique et d'une grande robustesse, il était utilisé à l'origine pour la conduite des troupeaux surtout d'ovins en complément du montagne des Pyrénées ou patou chargé quant à lui de la protection du troupeau. Il est cependant aussi bien adapté au travail de garde qu'à la tâche de chien de compagnie.
S'agissant d'un chien de berger français, le berger des Pyrénées se classe, au sein de la nomenclature FCI, dans le groupe 1 (chiens de berger et de bouvier), section 1 (chiens de berger), no 141 pour le poil long et no 138 pour le face rase.
Le berger des Pyrénées à poil long est de loin le plus répandu.Aussi connu sous le nom de  briard (berger de Brie) de taille réduite, il présente en réalité de grandes différences avec celui-ci, notamment la morphologie crânienne tout à fait différente.
On confond souvent le berger des Pyrénées et le labrit, qui font partie de la même catégorie. Le terme de labrit provient d'une localité des Landes proche de Mont-de-Marsan et dans la région de laquelle se trouve un chien ressemblant assez au véritable berger des Pyrénées. Mais il est de plus grande taille que celui-ci et c'est un chien de plaine[réf. souhaitée].

## Historique de la race

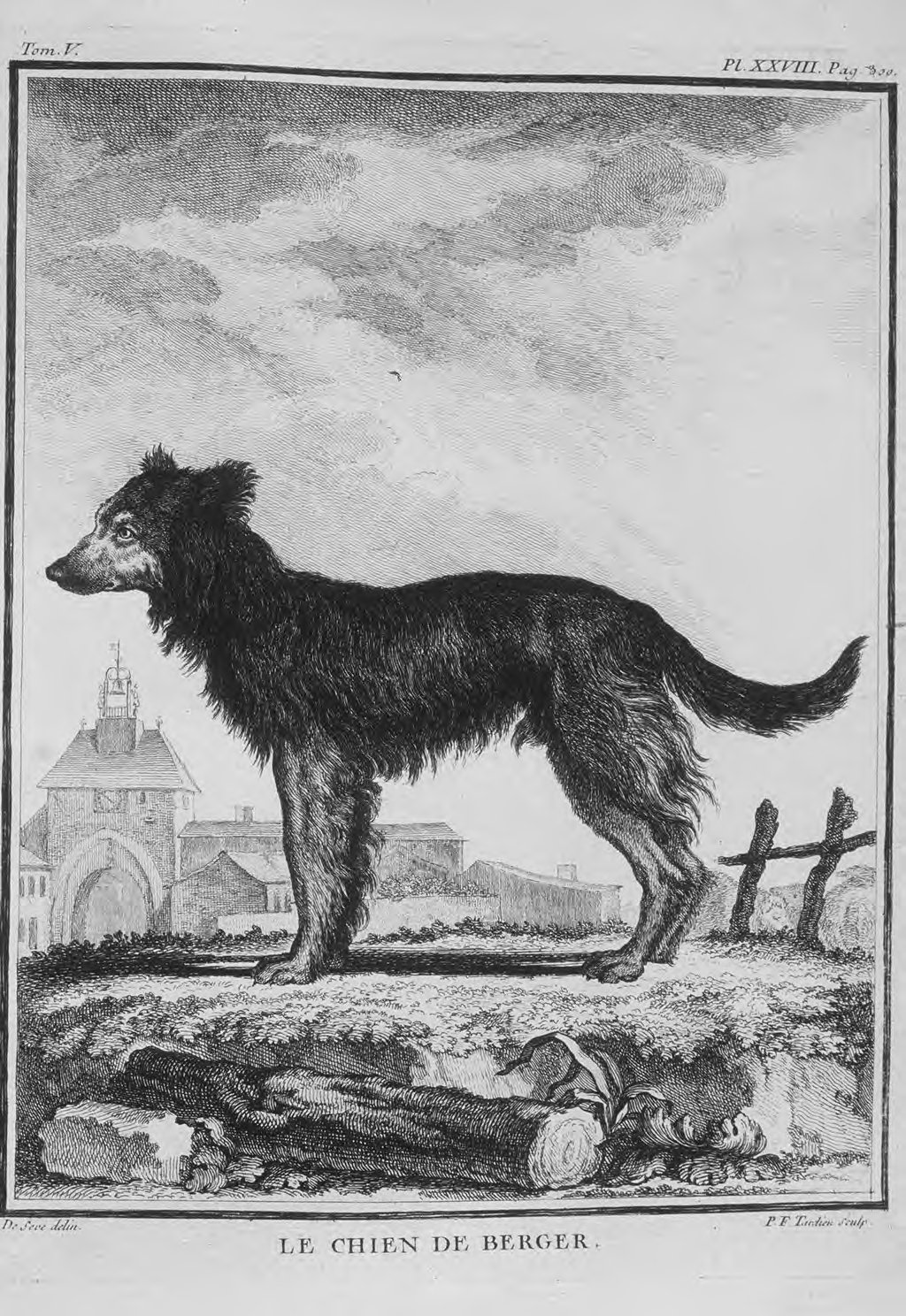
Le chien de berger dans lHistoire naturelle de Buffon.

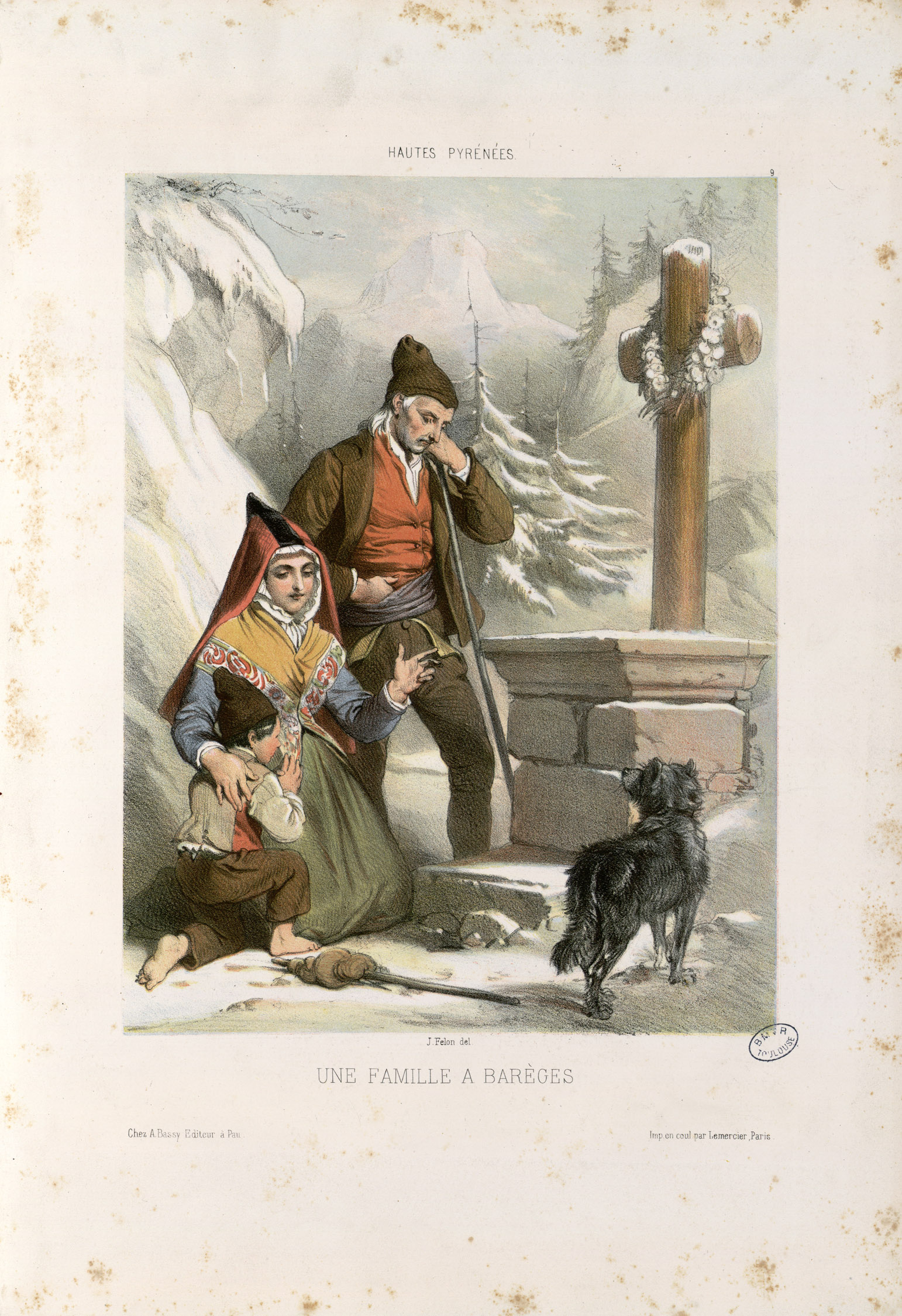
Une famille à Barèges, Alfred Dartiguenave (1855-1856) représentant un berger de Pyrénées.

Bien que d'origines anciennes, le berger des Pyrénées est quasiment inexistant et inconnu en dehors des vallées pyrénéennes dont il est originaire.
Les attestations de son existence sont donc rares et tardives : si l'illustration du « chien de berger » pour l'Histoire naturelle de Buffon évoque pour certains un face rase, il faut attendre le milieu du XIXe siècle pour trouver, sans conteste, la première illustration du berger de Pyrénées dans une œuvre du peintre palois Alfred Dartiguenave, Une famille à Barèges.
Pierre Mégnin l'évoque lors d'une conférence en 1893 dans la nomenclature des bergers français et le comte de Bylandt en donne un premier standard approximatif en 1897.
C'est véritablement à la Guerre de 14-18 que le berger doit ses débuts de notoriété : recruté à partir de 1916 par le service des chiens de guerre pour ses qualités olfactives, il est utilisé en tant qu'accompagnateur de patrouilles ou chien de liaison (estafette). C'est dans cette dernière utilisation qu'il excelle — sa tâche consistant à passer rapidement coûte que coûte en évitant les hommes — ainsi que l'a souligné J. Dhers, ancien officier dresseur du service des chiens de guerre : « [...] il est de mon devoir de proclamer hautement que c'est la race du petit Berger des Pyrénées qui a fourni à l'armée, les chiens de liaison les plus intelligents, les plus roublards, les plus rapides et les plus habiles »  ou encore Paul Mégnin, sous-officier du même service : « Les bergers des Pyrénées étaient des chiens fort intelligents qui comprirent très vite ce que l'on exigeait d'eux, et devinrent d'excellents, réguliers et sûrs chiens de liaison. ».
Mais si le conflit mondial a contribué à révéler la race auprès du public, elle verse en contrepartie un lourd tribut : « on a pu dire justement que nulle autre race française n'a payé plus largement la rançon du sang ». Après la guerre, le cheptel décimé se reconstitue peu à peu.
C'est ainsi qu'au début des années 1920, deux groupes d'amateurs commencent à s'intéresser aux races pyrénéennes. Le premier présente à la Société centrale canine en octobre 1921 un standard dont l'homologation est refusée. De nouveau réuni en juillet 1923 à Tarbes par Bernard Sénac-Lagrange, ce même groupe fonde la Réunion des amateurs de chiens pyrénéens (RACP), l'actuel club de race en France.
Parallèlement, le Club français du berger des Pyrénées, est créé en 1921 par un second groupe d'amateurs présidé par le colonel Tolet. Le Club ne survit pas à la mort de son fondateur : en 1946, il fusionne avec la RACP toujours présidée par Sénac-Lagrange.

## Standards

### Berger des Pyrénées à poil long
La dernière mise à jour du standard FCI no 141 date du 25 mai 2009.
- Taille
  - de 40 à 48 cm pour les mâles;
  - de 40 à 46 cm pour les femelles;

- Couleurs:
  - fauve plus ou moins foncé, avec ou sans présence de poils noirs;
  - gris plus ou moins clair, avec souvent des taches blanches, notamment au niveau du poitrail et des pattes;
  - noir avec ou sans taches blanches sur les pattes et le poitrail.

- Robe: poil presque lisse pouvant présenter de légères ondulations; la fourrure de cadenettes est aussi une caractéristique de cette variété.

- Conseils à l'adoption: Jeune, aboie énormément face aux animaux qui lui sont inconnus (ex. s'il a vécu avec des chats, il ne cherchera pas à les attaquer ou à aboyer, mais s'il n'en a jamais vus, il ira les japper voire leur courir après). Il faut donc immédiatement commencer son éducation.

### Berger des Pyrénées à face rase
La dernière mise à jour du standard FCI no 138 date du 2 avril 2001.
- Taille (avec un écart de 2 cm en dessus):
  - de 40 à 54 cm pour les mâles
  - de 40 à 52 cm. pour les femelles

- Robe : la tête, à la différence du reste du corps, est couverte de poils courts et fins.

Dans l'ensemble, le chien de berger des Pyrénées à face rase possède les mêmes caractéristiques que le berger pyrénéen à poil long.
Le crâne est à peu près aussi large que long - Le museau est un peu plus court que le crâne, mais plus long que celui du poil long ou mi-long - La longueur du corps est presque égale à sa hauteur. La tête est garnie de poils courts et fins (d'où la dénomination " face rase "). Le museau est un peu plus long que celui du berger des Pyrénées à poil long ou mi-long. Son corps est un peu plus court que celui du berger des Pyrénées à poil long, il se rapproche du format inscriptible dans un carré.

## Comportement
C'est un petit chien courageux, débrouillard, capable d'initiative et entièrement dévoué à son maître. Il est de caractère volontaire et une bonne poigne est généralement nécessaire pour canaliser son énergie et tirer le meilleur parti de son intelligence et de sa vivacité. Il est souvent méfiant envers les étrangers.
Sa nature douce et affectueuse envers la famille en fait un choix idéal pour les foyers cherchant un partenaire de vie attentif[réf. nécessaire].
D'un tempérament plutôt sportif, c'est un chien doué aussi bien pour l'agility ou le cani-cross que pour la garde des troupeaux ou le pistage.